# Walter Oesau
L'Oberst Walter Oesau (né le 28 juin 1913 et mort le 11 mai 1944) est un aviateur allemand de la guerre d'Espagne et de la Seconde Guerre mondiale. Il a servi la Luftwaffe entre 1934 jusqu'à sa mort en 1944. Il a abattu 127 avions en plus de 300 missions de combat. 
Il tient une place d'honneur parmi les expertern de la Luftwaffe, tant par son palmarès qu'à ses talents d'instructeur. En 1938, il se porte volontaire pour la Légion Condor et participe à la guerre d'Espagne durant laquelle il remporte ses neuf premières victoires aériennes. 
Oesau est décoré de la croix de chevalier de la croix de fer le 20 août 1940. Il reçoit les feuilles de chêne le 6 février 1941 (no 9) puis les glaives le 15 juillet 1941 alors qu'il commande le III./JG 3. Il est tué au combat le 11 mai 1944 au-dessus de l'Eifel, abattu par plusieurs chasseurs américains P-38 Lightning.

## Les débuts d'une brillante carrière
Walter Oesau entre dans l'armée en 1933 et sert dans un régiment d'artillerie. En 1934, il passe dans l'aviation et complète son entraînement à la Jagdgeschwader (en) “Richtofen”. Le Leutnant Oesau commence sa carrière lors du conflit espagnol en avril 1938. Affecté au Stab du J 88, il y effectue 130 missions et remporte du 15 juillet au 3 novembre 9 victoires aériennes. C'est l'un des meilleurs score allemand. Il est cependant blessé au cours de cette campagne.
Le 1er mars 1939, il rejoint le Stab I./JG 2 et le 15 juillet, l'Oberleutnant Oesau est nommé Staffelkapitän de la 1./JG 20. Il participe à l'invasion de la Pologne, l'unité se contentant seulement d'anticiper des attaques de l'armée de l'air polonaise. Il remporte sa première victoire du conflit le 13 mai 1940 lors de la bataille de France. À la fin de cette campagne, il a 5 victoires à son crédit (un H-75, trois Spitfire et un Amiot 351). Le 4 juillet, son escadrille est redésignée 7./JG 51.
Commence alors pour la Luftwaffe des attaques méthodiques sur des convois de la Manche comme prélude à l'invasion de la Grande-Bretagne. La tâche principale de la JG 51 est de fournir une escorte aux bombardiers. La politique de son commandant l'Oberst Theo Osterkamp lui-même ancien as de la Première Guerre mondiale consiste à patrouiller librement, cherchant sans cesse le combat plutôt que de rester collé aux bombardiers. Le 7 juillet 1940, Oesau descend un nouveau Spitfire.

## La confirmation
La notoriété d'Oesau viendra durant la bataille d'Angleterre, tout comme l'entière JG 51, sous les ordres de Werner Mölders, le nouveau Kommodore. Oesau cumule les doublés et obtient même un triplé (le 10 juillet) ; le 18 août, il atteint déjà les 20 victoires synonyme à cette époque de la croix de chevalier. Sept jours après, le Hauptmann Oesau devient Kommandeur du III./JG 51. À la fin de l'année, il a quasiment doublé son score et possède 39 succès à son actif. Il termine de ce fait à la troisième place des as de la bataille d'Angleterre derrière Adolf Galland de la JG 26. et Helmut Wick de la JG 2. Le 11 novembre, Oesau passe Kommandeur du III./JG 3 en lieu et place de Wilhelm Balthasar. Lescadre est sous les ordres de Günther Lützow.
L'as remporte le 5 février sa 40e victoire et reçoit le lendemain les feuilles de chêne dont il sera le 9e récipiendaire, ainsi qu'une seconde citation à l'ordre de l'armée. La JG 3 revient ensuite en Allemagne et se rééquipe en Bf 109F, une variante du célèbre chasseur qui sera, au dires de nombreux pilotes, la meilleure. Oesau eut toutefois du mal à s'habituer à cette nouvelle monture, regrettant surtout une puissance de feu amoindrie (un seul canon dans l'axe) au lieu des deux dans les ailes de son prédécesseur le Bf 109E. De retour en France, Oesau descend encore deux chasseurs anglais les 16 et 28 mai.
Oesau mène ensuite son groupe dans la campagne de Russie ou opération Barberousse qui débute le 22 juin 1941. L'adversaire est désormais équipé d'appareils dépassés et c'est donc un boulevard aux victoires qui s'ouvre pour un as confirmé tel que lui. Il descend 9 appareils soviétiques du 24 au 30 juin et les victoires multiples se succèdent en juillet : trois quadruplés, un quintuplés, et un septuplés le 12 juillet, en tout 35 victoires, le meilleur score allemand du mois. Le 15 juillet, sa 80e lui rapporte les glaives. Seul Adolf Galland et Werner Mölders ont alors déjà reçu cette décoration. Le 24 juillet, il descend son dernier adversaire soviétique. Ainsi, durant les cinq semaines de combats sur le front Est, Oesau aura revendiqué 44 avions soviétiques, mais aussi quelques blessures au visage et au genou.

## Retour à l'Ouest
À la fin du mois de juillet 1941, Le Major Wilhelm Balthasar alors patron de la JG 2 sur le front Ouest meurt dans le crash de son 109 au-dessus de la France. Pour la seconde fois, Oesau est désigné pour lui succéder et revient donc à son ancienne unité de formation. La JG 2, tout comme la JG 26 d'Adolf Galland, sont alors les seuls escadres complètes à ne pas avoir fait le déplacement à l'Est. Elles ont donc fort à faire face à la RAF.
Oesau descend un Spitfire le 10 août et en descend cinq autres le surlendemain, son meilleur jour sur ce front. Il ne lui manque qu'une dizaine de victoires pour atteindre le chiffre 100. Ce sera chose faite le 26 octobre, avec un nouveau Spitfire descendu en début d'après-midi. C'est le troisième as de la Luftwaffe après Werner Mölders et Günther Lützow à atteindre pareil score. Soucieux de préserver un leader expérimenté, l'état-major l'interdit de vol.

## Commandement au sol
Oesau conserve la JG 2 mais a maintenant la charge de nombreuses tâches administratives. Homme simple et ayant le sens de l'humour, il reste très proche de ses hommes. Il se révèle alors un très bon pédagogue pour les jeunes pilotes qui passent dans son escadre ce qui fit beaucoup pour sa notoriété. Mais comme d'autres pilotes cloués au sol, Oesau a du mal à respecter l'interdit de vol. Ainsi, le 17 avril 1942, l'as descend un bombardier Lancaster lors d'un des rares raids diurnes de la RAF, son premier quadrimoteur lourd. En août 1942, la JG 2 échange ses Bf 109 contre des FW 190. Oesau récidive le 20 décembre contre deux bombardiers B-17. Le 4 avril 1943, un autre B-17 tombe sous ses coups.
À partir de ce moment-là, la JG 2 est de plus en plus confrontée aux formations de bombardiers B-17 et B-24. Ces bombardiers de plus en plus nombreux dans le ciel d'Europe sont les prémisses d'un renversement de la supériorité aérienne, jusque-là favorable aux Allemands.
En juin 1943, Oesau est nommé Jafü 4 (Jagdfliegerführer de la Luftflotte 4) mais dans ce nouveau climat, l'expérience de Walter Oesau (alors Oberstleutnant) ne peut plus se limiter aux services au sol. Le 12 novembre 1943, il reprend les commandes d'une escadre et devient Kommodore de la JG 1 après le décès de Hans Philipp, as au 206 victoires.
Cependant, pour le commandant en chef de la Luftwaffe Hermann Göring, le nombre de bombardiers américains abattus est insuffisant. Il exige donc que les pilotes de chasse effectuent 2 à 3 sorties lors de chaque raid. Lorsque toutes les conditions sont réunies (météo, coordination, attaque en bloc, faible escorte…), de telles exigences peuvent se révéler extrêmement efficaces, comme lors des raids sur Schweinfurt. Mais si en 1943 la Luftwaffe pouvait encore tenir tête aux forces aériennes alliées, l'année 1944 voit de nombreux as allemands tomber les uns après les autres, du fait de la fatigue et des nouveaux chasseurs d'escortes tels que le P-51. La Luftwaffe s'use lentement mais sûrement.

## Retour au combat
Il n'était pas rare également que Göring critique le manque de combativité de ses pilotes et tout particulièrement ceux des Geschwaderkommodores. Peut-être est-ce à cause de cela qu'Oesau reprend les commandes de son avion malgré l'interdiction de vol (cette dernière fut peut-être également suspendue temporairement). Montrant l'exemple, Walter Oesau descend un B-17 dès le 5 janvier 1944 et deux autres à la fin du mois. Le 8 février, il se défait d'un P-38 d'escorte et de deux autres avions deux jours plus tard. Du 22 au 25 février, il descend encore cinq bombardiers lourds et réalise un nouveau doublé le 6 mars 1944. Bien qu'usé physiquement par les nombreux combats, Oesau n'aura jamais démérité. Le 8 mai 1944, il abat un P-47, sa dernière victoire.
Le 11 mai 1944, un millier de bombardiers lourds de la 8e Air force attaquent les cibles ferroviaires en France et le nord de la Belgique. Ils sont escortés par un nombre encore plus élevé de P-38 et P-51. Ce jour-là, Oesau est au lit avec la grippe. Hermann Göring téléphone au Staff de la JG 1 et demande si le Kommodore est en vol. Quand on lui répond qu'il est malade, Göring le traite de lâche. Irrité, Oesau décolle malgré la fièvre avec son Bf 109G-6/AS "13 vert" et les trois autres avions de son Stab.
Rompant sa formation au-dessus des Ardennes à l'approche des bombardiers, Oesau est lui-même attaqué et touché par les P-38. Il y a plusieurs versions de ce qui suit ensuite mais d'après Hartmann Grasser (en), Kommandeur du III./JG 1 et qui participait ce jour-là à la même sortie, Oesau dut faire face tout seul à cinq P-38. Après un combat d'une vingtaine de minutes où l'as allemand se défendit brillamment jusqu'à ras du sol, il fut finalement abattu et tué.
Son corps sera récupéré et enterré à Berlin avec les mêmes honneurs que Werner Mölders trois ans plus tôt. Présent ce jour-là, le General der Jagdflieger Adolf Galland déclarera : « Walter Oesau est un des meilleurs chefs que la Luftwaffe a eu pendant la Seconde Guerre mondiale. » Après la guerre, Johannes Steinhoff aura des paroles similaires envers lui.
Walter Oesau meurt à 30 ans. En 460 missions, il a remporté 127 victoires : 9 en Espagne, 74 sur le front Ouest dont 14 quadrimoteurs et 44 sur le front Est (dont 6 Il-2). Il fut cité cinq fois à l'ordre de l'armée. En son honneur, la JG 1 est rebaptisée JG 1 "Oesau", appellation que l'escadre conservera jusqu'au bout.

## Promotions militaires
| octobre 1933:    | enrôlé comme soldat |
| 1934             | Fahnenjunker        |
| 20 avril 1937:   | Leutnant            |
| 15 juillet 1939: | Oberleutnant        |
| 19 juillet 1940: | Hauptmann           |
| 1er août 1941    | Major               |
| 1er février 1943 | Oberstleutnant      |
| 1er mai 1944     | Oberst              |

## Décorations
- Médaille de la campagne 1936-1939 (Espagne)[3]
- Médaille militaire (Espagne)[3]
- Croix d'Espagne en or avec glaives et brillants[3]
- Croix de fer (1939)
  - 2e classe
  - 1re classe
- Insigne de combat de la Luftwaffe pour pilote de chasse en Or et diamants avec fanion "300"[3]
- Insigne des blessés (1939)
  - en Noir[3]
- Croix allemande en or le 17 octobre 1943 en tant que Oberstleutnant et Jagdfliegerführer 4[4]
- Croix de chevalier de la croix de fer avec feuilles de chêne et glaives
  - Croix de chevalier le 20 août 1940 en tant que Hauptmann et Staffelkapitän de la 7./JG 51[5],[6]
  - 9e feuilles de chêne le 6 février 1941 en tant que Hauptmann et Gruppenkommandeur de la III./JG 3[5],[7]
  - 3e glaives le 15 juillet 1941 en tant que Hauptmann et Gruppenkommandeur de la III./JG 3[8][Notes 1]